# Tsuki wa noborinu
Tsuki wa noborinu (月は上りぬ, lit. "a lua nasceu") é um filme japonês de comédia romântica de 1955 e o segundo filme dirigido por Kinuyo Tanaka.

## Sinopse
Setsuko e sua irmã mais velha, Ayako, moram na casa do pai em Nara. A tia de Ayako, que está preocupada em casar Ayako à medida que ela envelhece, tenta arranjar para Ayako, como pretendente, um filho de um gerente de banco. Setsuko está determinada a não ver sua irmã entrar em um casamento infeliz e tenta despertar um interesse amoroso entre Ayako e Amamiya, um antigo amigo de Ayako que está de passagem pela cidade. Setsuko diz suas ideias e objetivos a Yasui, um amigo da família, e pede sua ajuda, com o objetivo final de fazer com que Ayako e Amamiya caminhem juntos sob a luz do luar.

## Elenco
- Chishū Ryū como Mokichi Asai
- Shūji Sano como Shunsuke Takasu
- Hisako Yamane como Chizuru
- Yoko Sugi como Ayako
- Mie Kitahara como Setsuko
- Shōji Yasui como Yasui
- Ko Mishima como Amamiya
- Kinuyo Tanaka como Yoneya

## Produção
O roteiro foi baseado em um roteiro não utilizado oferecido a Tanaka por Yasujirō Ozu. Os críticos contemporâneos notaram semelhanças entre a direção de Tanaka nesse filme com as obras de Ozu, como o uso de tomadas de ângulo baixo e a adição de Chishū Ryū no elenco principal.
Tsuki wa noborinu foi o filme de estreia do ator Shōji Yasui (nascido Masao Yomo) no mundo cinematográfico, que adotou seu nome artístico baseado no personagem que atuou nesse longa.

## Legado
Uma versão restaurada em 4K de Tsuki wa noborinu foi selecionada para exibição na seção Clássicos do Festival de Cinema de Cannes de 2021.